# Собрание белорусской шляхты
Собра́ние белору́сской шля́хты (бел. Згуртава́ньне белару́скай шля́хты (ЗБШ)) — бывшая  белорусская общественно-политическая и научно-культурная организация, объединявшая лиц шляхетского (дворянского) происхождения. Существовала с 1988 года, была зарегистрирована 1 ноября 1992 года на 1-м (Учредительном) Сейме в Минске. В мае 2000 года в связи с постановлением Верховного суда прекратила официальную деятельность.
Было старейшим в Восточной Европе и на постсоветском пространстве объединением дворян. Высший орган — Сейм, в перерывах между сеймами — Высший совет. Исполнительные органы: Главный секретариат и секретариаты на местах. Имело территориальные филиалы, руководящий орган которых — сеймик. Первым и единственным Великим маршалком до 2015 года был Анатолий Грицкевич (доктор исторических наук, профессор), Почётным маршалком — граф Анджей-Станислав Цехановецкий.
Основные задачи: объединение лиц шляхетского сословия на основе общих интересов, всестороннее изучение, сохранение, возрождение и развитие белорусской национальной духовной и материальной культуры.
Издавало журнал «Годнасьць» («Достоинство»), вышло пять номеров.